# Francisco Vares
Francisco Vares, também conhecido como Chico Vares, foi um futebolista brasileiro
Atuando no início do do século XX, jogou no Sport Club Internacional entre os anos de 1912 e 1916.
Vares disputou 4 Grenais pelo Colorado. Em um deles, no dia 30 de julho de 1916, marcou todos os gols colorados na vitória do  Internacional sobre o Grêmio por 6 a 1, tornando-se o maior artilheiro em uma única partida na história dos Grenais.

## Clubes
- 1912 - Internacional (RS)
- 1913 - Força e Luz (RS)
- 1914-1916 - Internacional (RS)

## Títulos
- 1913 - Campeonato citadino de Porto Alegre]] (Internacional)
- 1914 - Campeonato citadino de Porto Alegre]] (Internacional)
- 1915 - Campeonato citadino de Porto Alegre]] (Internacional)
- 1916 - Campeonato citadino de Porto Alegre]] (Internacional)